# Классификации нефти
Классификация нефти — разделение нефтей на классы, типы, группы и виды в зависимости от их состава, свойств и степени подготовки.
Первоначальная классификация подразделяла нефть по её основанию, её основной функцией являлась чёткая передача сведений об используемом сырье нефтепромышленникам, однако со временем возникла необходимость её замены на количественные классификации, в которых критериями разделения служили бы химические свойства или физические константы. Так, современная химическая классификация подразделяет нефть по показателям её плотности и химическому составу. Существуют и геохимические классификации, основанные на геолого-геохимической истории нефти и теории нефтеобразования. В промышленности также применяются технологические классификации по содержанию серы и парафина в нефти, выходу фракций до 350 °С и индексу вязкости базовых масел. В торговле нефть классифицируют по месту происхождения, содержанию серы и по плотности в градусах API, группируя её по сортам.

## Устаревшие классификации
Самая первая классификация нефти различала два её класса:
- нефти парафинового основания;
- нефти асфальтового основания.

Первые из добытых нефтей в Аппалачской области (США) при охлаждении выделяли твёрдый парафин, а позже в Калифорнии и Техасе были обнаружены нефти, при охлаждении которых такой парафин не выделялся, однако некоторые содержали при этом асфальтовые соединения. В ходе развития нефтяной промышленности к первоначальной классификации были предложены различные дополнения. Так, в третий класс выделили нефть смешанного основания, при прямой перегонке которой без разложения выделяли в остатке смесь твёрдого парафина и асфальтового битума. В 1927 году был введен четвертый класс для нефтей гибридного основания, к которым отнесли нефти асфальтового основания, содержащие небольшое количество твёрдого парафина.
В это же время была предложена упрощенная классификация, разделяющая нефть на парафиновую, нафтеновую, ароматическую и асфальтовую. На практике также нефти подразделяли по относительному содержанию в них низкокипящих фракций (лёгкие и тяжёлые нефти).
Данные классификации представляли собой реальную ценность для нефтяной промышленности, так как чётко описывали природу нефти, методы её переработки и связанные с этим возможные дальнейшие сложности, однако по мере развития науки, возникла необходимость замены качественной классификации на количественную, в которой критериями разделения на классы служили бы химические свойства или физические константы.

## Химические классификации
На ранних этапах развития нефтяной промышленности одним из самых основных показателей качества нефтепродуктов служила плотность. В зависимости от неё нефти стали подразделять на несколько классов:
- лёгкие (ρ1515 < 0,828);
- утяжелённые (ρ1515 0,828—0,884);
- тяжёлые (ρ1515 > 0,884).

Лёгкие нефти характеризуются большим содержанием бензиновых фракций и малым количеством смол и серы, основным применением таких нефтей было получение смазочных масел высокого качества. Тяжёлые нефти содержали в себе большое количество смол и для получения масел необходимо было обрабатывать нефть избирательными растворителями, адсорбентами и другими веществами. Тем не менее, тяжёлая нефть широко и успешно применялась в производстве битумов. Основным недостатком разделения нефтей по её плотности является то, что классификация приблизительна и на практике закономерности каждого класса не всегда подтверждались.
Позже Горным бюро США была предложена химическая классификация нефти, в основе которой была положена связь между её плотностью и углеводородным составом. Были проведены исследования фракций, перегоняющиеся в интервале температур 250—275 °С при атмосферном давлении и в интервале 275—300 °С при остаточном давлении 5,3 кПа. После определения их плотностей, лёгкие и тяжёлые части нефтей определяли к одному из трех классов, установленных для различных типов нефти:
| Фракция                               | Плотность              | Плотность                | Плотность             |
| Фракция                               | парафинового основания | промежуточного основания | нафтенового основания |
| ------------------------------------- | ---------------------- | ------------------------ | --------------------- |
| 250—275 °С (при атмосферном давлении) | < 0,8251               | 0,8251—0,8597            | > 0,8597              |
| 275—300 °С (при 5,3 кПа)              | < 0,8762               | 0,8762—0,9334            | > 0,9334              |

После этого, на основе характеристических данных фракций нефть делят еще на семь классов:
| Название класса          | Основание лёгкой части нефти | Основание тяжёлой части нефти |
| ------------------------ | ---------------------------- | ----------------------------- |
| Парафиновый              | Парафиновое                  | Парафиновое                   |
| Парафино-промежуточный   |                              | Промежуточное                 |
| Промежуточно-парафиновый | Промежуточное                | Парафиновое                   |
| Промежуточный            |                              | Промежуточное                 |
| Промежуточно-нафтеновый  |                              | Нафтеновое                    |
| Нафтено-промежуточный    | Нафтеновое                   | Промежуточное                 |
| Нафтеновый               |                              | Нафтеновое                    |

В 1921 году Американским институтом нефти также была разработана классификация нефтей на лёгкие и тяжёлые по относительной плотности нефти по отношению к плотности воды при той же температуре (плотность в градусах API). Если величина градусов API менее 10 — нефть будет тонуть в воде, если больше 10 — будет плавать на её поверхности. Данная классификация используется и сейчас.
Классификация, которая бы отражала непосредственно химический состав нефти, была предложена Грозненским нефтяным научно-исследовательским институтом (ГрозНИИ). В её основу было положено преимущественное содержание какого-либо класса углеводородов в составе нефти:
- парафиновые нефти
- парафино-нафтеновые нефти
- нафтеновые нефти
- парафино-нафтено-ароматические нефти
- нафтено-ароматические нефти
- ароматические нефти

Первый класс нефтей характеризуется тем, что бензиновые фракции содержат >50 % парафиновых углеводородов, а масляные фракции — < 20 % твёрдых парафинов, а количество смолисто-асфальтеновых соединений этих нефтей крайне мало. В состав парафино-нафтеновых нефтей входит большое количество нафтеновых углеводородов и небольшое количество парафиновых; по составу твёрдых парафинов и смолисто-асфальтеновых соединений они схожи с парафиновыми нефтями. Нафтеновые нефти характеризуются большим содержанием (≈ 60 %) нафтеновых углеводородов, содержание твёрдых парафинов, смол и асфальтенов очень низко. Четвёртый класс нефтей отличается приблизительно одинаковым содержанием парафиновых, нафтеновых и ароматических углеводородов, в то время, как твёрдый парафин не достигает 1—1,5 % по составу; количество смолисто-асфальтеновых веществ в составе достигает 10 %. В составе нафтено-ароматических нефтей преобладают углеводороды этих классов, причем их процентное содержание увеличивается по мере утяжеления нефти, а в лёгких фракциях нефтей данного класса содержатся и парафиновые углеводорода, а количество твёрдых парафинов не превышает 0,3 %;при этом количество смол и асфальтенов в составе нафтено-ароматические нефтей достигает 15—20 %. Ароматические нефти отличаются высокой плотностью и большим преобладанием в них аренов.

## Геохимические и генетические классификации
Геохимические и генетические классификации делят нефти, основываясь на их геолого-геохимической истории и теории нефтеобразования. Однако разработку подобных классификаций затрудняет тот факт, что до сих пор точно не известно, что именно оказывает наибольшее влияние на процесс нефтеобразования. Поэтому при подразделении нефтей по этому принципу, авторы опираются на какие-либо конкретные наиболее достоверные факторы, не учитывая другие, что является значительным недостатком.
В 1948 году была разработана генетическая классификация А.Ф. Добрянского, основанная на представлениях о составе нефти как о функции её превращения. Ввиду того, что основным направлением превращения нефти является её метанизация, классификация подразделяла нефть по содержанию в ней метановых углеводородов, причем она не затрагивала фактический состав нефти, а опиралась только на принципы превращения, а также не учитывала присутствие гетероатомных соединений. Поэтому широкое применение данная классификация не нашла.
В 1958 году А.А. Карцевым было предложено разделение нефтей на два класса: палеотипные нефти и кайнотипные. К первым относились нефти, в составе дистиллятов которых было > 30 % парафинов, а у бензинов — > 50 %. Ко вторым относились нефти, в составе дистиллятов и бензинов которых было 30 % и 50 % парафинов соответственно. Данное разделение описывало только общие черты геохимической истории нефтей, поэтому такая классификация была недостаточной. В 1960 году Карцевым была сформирована эволюционная геохимическая классификация, основанная на связи состава нефтей с геолого-геохимическими условиями катагенных превращений (возрастом и глубиной залегания, геотектонической обстановкой). Было выделено восемь классов нефтей, в каждом из которых были подклассы нефтей «чистой линии», окисленных, осерненных и нефтей — продуктов физической дифференциации. Однако, первичные факторы состава нефтей, которые связаны с неоднородностью нефтеобразующих веществ, в классификации не учитывались. Это повлияло на неполную обоснованность систематизации, что объясняло отсутствие её применения.
Наиболее корректной и законченной является геохимическая классификация А.А. Петрова, основанная на содержании в нефти реликтовых углеводородов. Были введены следующие критерии:
{\displaystyle {\mathsf {K_{i}}}={i/P}}
{\displaystyle {\mathsf {P_{f}}}={P/N_{f}}}
{\displaystyle {\mathsf {i_{f}}}={i/N_{f}}}
где i — сумма высот пиков пристана и фитана по хроматограмме нефти; Р — сумма высот пиков н-гептадекана и н-октадекана по той же хроматограмме, Nf — циклоалкановый фон хроматограммы («горб» неразделенных углеводородов, на котором проявляются пики i и P). Данная классификация подразделяет нефть на четыре типа по значениям этих критериев (в скобках — наиболее предпочтительные значения):
| Тип нефти | Ki               | if             | Рf            |
| --------- | ---------------- | -------------- | ------------- |
| А1        | 0,95—2,5 (0,2—1) | 0,2—20 (3—10)  | 4—70 (6—15)   |
| А2        | 2,5—100 (5—50)   | 3—20 (5—10)    | 0,1—6 (0,5—4) |
| Б1        | —                | —              | —             |
| Б2        | —                | 0,1—15 (0,5—8) | —             |

## Технологическая классификация
Технологическая классификация нефти в СССР была введена 7 июля 1967 года (ГОСТ 912—66). Согласно этой классификации нефть подразделяется по содержанию серы, парафина, выходу фракций до 350 °С и индексу вязкости базовых масел.
По содержанию серы в нефти делятся на:
- малосернистые;
- сернистые;
- высокосернистые.

Малосернистая нефть содержит < 0,5 % серы, при этом бензиновая и реактивно-топливная фракции — < 0,1 %, а дизельная — < 0,2 %, однако, если в одном или нескольких дистиллятных топливах содержание серы выше, то эту нефть относят к сернистым. Сернистая нефть содержит < 2 % серы, при этом бензиновая фракция — < 0,1 %, реактивно-топливная — < 0,25 %, а дизельная — < 1 %, также, если в одном или нескольких дистиллятных топливах содержание серы выше, то эту нефть относят к высокосернистым. Высокосернистая нефть содержит > 2 % серы, при этом бензиновая фракция — > 0,1 %, реактивно-топливная — > 0,25 %, а дизельная — > 1 %, если в одном или нескольких дистиллятных топливах содержание серы ниже, то эту нефть относят к сернистым.
В США нефть по содержанию серы подразделяют на «сладкую» (с низким процентом сернистых соединений) и «кислую» (с высоким процентом сернистых соединений). Данная терминология сложилась исторически: на ранних этапах развития нефтяной промышленности в Пенсильвании нефть использовали в качестве лампового масла для освещения, и если в состав керосиновой фракции входило много серы, то её сгорание сопровождалось неприятным запахом. Поэтому на месторождениях нефть пробовали на вкус, чтобы сразу определить, пригодна ли она для отправки на рынок, если она была сладкой, то её считали годной, если кислой, то нет. Помимо этого, нефти со средними показателями содержания серы иногда называли «среднесладкими» или «среднекислыми». Основным недостатком данной классификации является отсутствие четких границ сернистости.
По выходу фракций до 350 °С нефти делят на три типа (Т1, Т2, Т3), а по содержанию дистиллятных и остаточных базовых масел — на четыре группы (М1, М2, М3, М4). По величине индекса вязкости базовых масел подразделяют еще четыре подгруппы.
По содержанию парафина нефти делят на три вида (П1, П2, П3). К первому виду относят малопарафинистые нефти с содержанием < 1,5 % парафина с температурой плавления 50 °С, при условии, что из этой нефти можно без депарафинизации получить реактивное топливо, зимнее дизельное топливо с пределами перегонки 240—350 °С и температурой застывания < —45 °С, а также базовые масла. Если в нефти содержание парафина в интервале от 1,51 до 6 % и при условии, что из этой нефти можно без депарафинизации получить реактивное топливо и летнее дизельное топливо с пределами перегонки 240—350 °С и температурой застывания < —45 °С, а также с применением депарафинизации — дистиллятные масла, то такую нефть называют парафинистой и относят ко второму виду. П3 — это высокопарафинистые нефти, в которых содержится > 6 % парафина, при условии, что из таких нефтей невозможно получение летнего дизельного топлива без проведения депарафинизации.
Если из нефтей вида П1 не может быть получен без депарафинизации хотя бы один из предусмотренных данной классификацией нефтепродуктов, то такая нефть должна быть отнесена к виду П2. Также, если из парафинистой нефти невозможно получение без депарафинизации летнего дизельного топлива, то нефть должна считаться высокопарафинистой (вид П3), и наоборот, высокопарафинистая нефть, из которой можно получить без депарафинизации дизельное топливо необходимо относить ко второму виду П2.

## Классификация по стандарту ГОСТ Р 51858-2002
В настоящее время действует также классификация нефтей по стандарту ГОСТ Р 51858-2002. Согласно данному стандарту нефть по физико-химическим свойствам, степени подготовки, содержанию сероводородов и лёгких меркаптанов подразделяют на классы, типы, группы и виды.
В зависимости от массовой доли серы нефть подразделяют на четыре класса:
- малосернистая (< 0,6 % серы);
- сернистая (0,61 % — 1,8 %);
- высокосернистая (1,81 % — 3,5 %);
- особо высокосернистая (> 3,5 % серы).

По плотности, а при поставке на экспорт — дополнительно по выходу фракций и массовой доле парафина нефть подразделяют на пять типов: 
0 — особо лёгкая;
1 — лёгкая;
2 — средняя;
3 — тяжёлая;
4 — битуминозная.
| Наименование параметра    | Норма для нефти типа              | Норма для нефти типа                          | Норма для нефти типа                          | Норма для нефти типа                          | Норма для нефти типа                  |
| Наименование параметра    | 0                                 | 1                                             | 2                                             | 3                                             | 4                                     |
| ------------------------- | --------------------------------- | --------------------------------------------- | --------------------------------------------- | --------------------------------------------- | ------------------------------------- |
| Плотность, кг/м3          | 830 (при 20 °С) 833,7 (при 15 °С) | 830,1—850 (при 20 °С) 833,8—853,6 (при 15 °С) | 850,1—870 (при 20 °С) 853,7—873,5 (при 15 °С) | 870,1—895 (при 20 °С) 873,6—898,4 (при 15 °С) | > 895 (при 20 °С) > 898,4 (при 15 °С) |
| Выход фракции, % об.      | > 30 (до 200 °С) > 52 (до 300 °С) | > 27(до 200 °С) > 47 (до 300 °С)              | > 21(до 200 °С) > 42 (до 300 °С)              |                                               |                                       |
| Массовая доля парафина, % | < 6                               | < 6                                           | < 6                                           |                                               |                                       |

По степени подготовки нефть подразделяют на три группы:
| Наименование показателя                                                                        | Норма для нефти группы | Норма для нефти группы | Норма для нефти группы |
| Наименование показателя                                                                        | 1                      | 2                      | 3                      |
| ---------------------------------------------------------------------------------------------- | ---------------------- | ---------------------- | ---------------------- |
| Массовая доля воды, %                                                                          | < 0,5                  | < 0,5                  | < 1                    |
| Массовая концентрация хлористых солей, мг/дм³                                                  | < 100                  | < 300                  | < 900                  |
| Массовая доля механических примесей, %                                                         | < 0,05                 | < 0,05                 | < 0,05                 |
| Давление насыщенных паров, кПа (мм рт. ст.)                                                    | < 66,7 (500)           | < 66,7 (500)           | < 66,7 (500)           |
| Массовая доля органических хлоридов во фракции, выкипающей до температуры 204 °С, млн.−1 (ррm) | < 10                   | < 10                   | < 10                   |

По массовой доле сероводорода и лёгких меркаптанов — на 2 вида:
| Наименование показателя                                      | Норма для нефти вида | Норма для нефти вида |
| Наименование показателя                                      | 1                    | 2                    |
| ------------------------------------------------------------ | -------------------- | -------------------- |
| Массовая доля сероводорода, млн.−1 (ррm)                     | < 20                 | < 100                |
| Массовая доля метил- и этилмеркаптанов в сумме, млн.−1 (ррm) | < 40                 | < 100                |

## Маркерные сорта нефти
Сорта нефти — это разделение нефти, которая добывается на разных месторождениях, по составу, качеству и однородности, однако для упрощения экспорта также нефть подразделяют на лёгкие и тяжёлые сорта. В России основными маркерными сортами нефти являются Urals, Siberian Light и ESPO. В Великобритании — Brent, в США — WTI (Light Sweet), в ОАЭ — Dubai Crude. Стандартом для цен является нефть сортов WTI (в западном полушарии) и Brent (в Европе и странах ОПЕК). Dubai Crude используется в качестве базы для определения стоимости экспортных поставок нефти из Персидского залива в Азиатско-Тихоокеанский регион.
| Характеристики/Сорт | Brent   | WTI     | Dubai Crude | Urals   | Siberian Light | ESPO      |
| ------------------- | ------- | ------- | ----------- | ------- | -------------- | --------- |
| Плотность           | 38 °API | 40 °API | 30 °API     | 31 °API | 36,5 °API      | 34,8 °API |
| Сернистость         | 0,37 %  | 0,24 %  | 2,13 %      | 1,3 %   | 0,57 %         | 0,6 %     |